# Aleksej Evgrafovič Favorskij
Aleksej Evgrafovič Favorskij (in russo Алексей Евграфович Фаворский?; Pavlovo, 1860 – Leningrado, 1945) è stato un chimico russo.

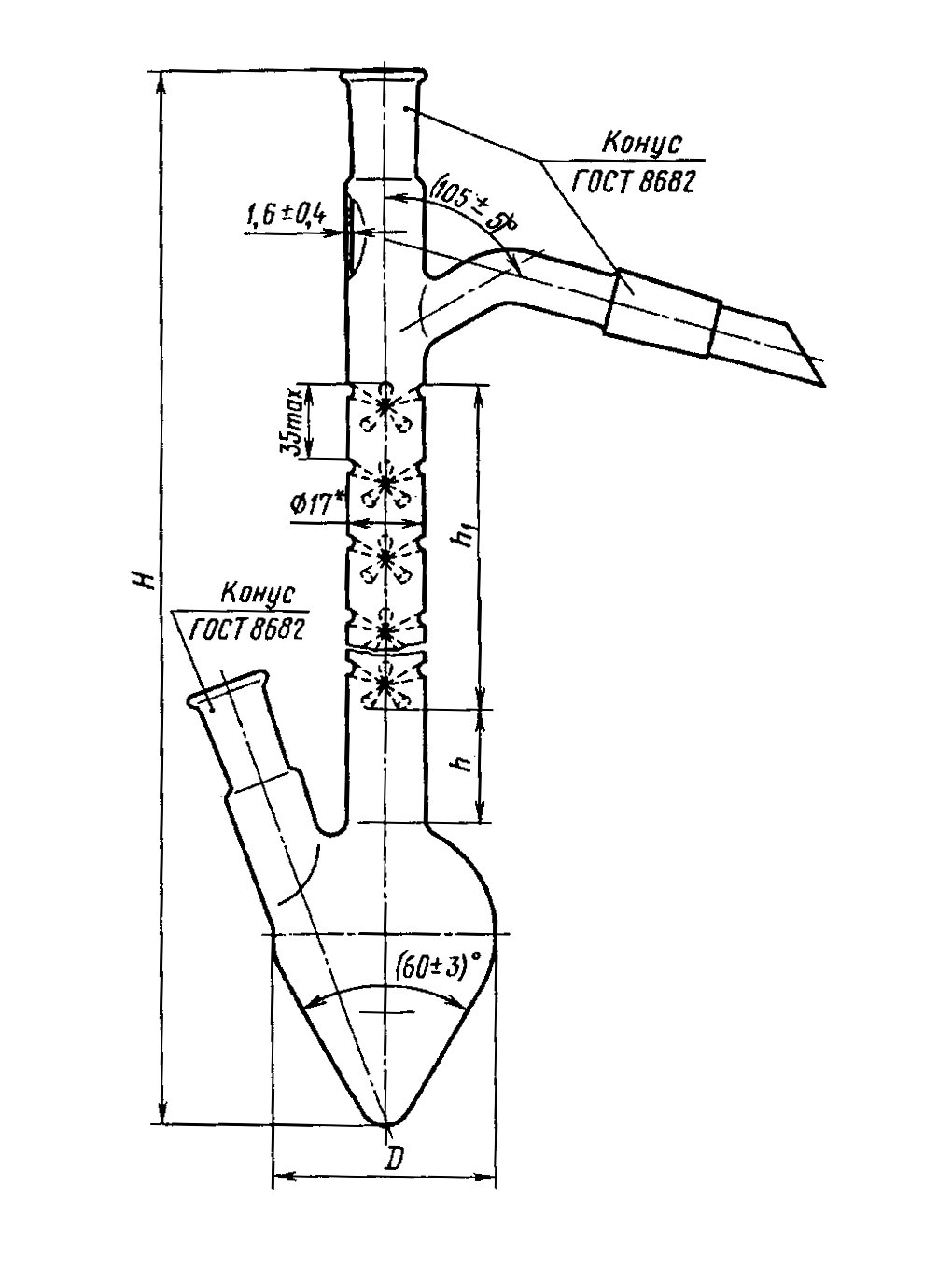
La beuta di Favoriskij, da lui inventata

Collaboratore di Aleksandr Michajlovič Butlerov, lavorò a chetoni e radicali liberi e scoprì la reazione di Favorskii, per la quale vinse il Premio Stalin nel 1941. Anche la trasposizione di Favorskii prende il suo nome, grazie ai suoi lavori intorno al 1894.
Tra i suoi allievi vi fu Evgenij Alekseevskij.